# (8126) Chanwainam
(8126) Chanwainam est un astéroïde de la ceinture principale.

## Description
(8126) Chanwainam est un astéroïde de la ceinture principale. Il fut découvert le 20 janvier 1966 à Nanking par l'observatoire de la Montagne Pourpre. Il présente une orbite caractérisée par un demi-grand axe de 2,78 UA, une excentricité de 0,16 et une inclinaison de 7,0° par rapport à l'écliptique.

## Compléments